# Heino Dissing
Heino Dissing (Rasmussen) (16 de setembro de 1912 — 27 de maio de 1990) foi um ciclista dinamarquês que participava em competições do ciclismo de pista. Representou o seu país nos Jogos Olímpicos de 1936, em Berlim, onde terminou em quinto competindo no tandem.